# Discurso sobre o Colonialismo
Discurso sobre o colonialismo (originalmente intitulado em francês como Discours sur le colonialisme) é um ensaio escrito pelo poeta e político martinicano Aimé Césaire. Foi publicado pela primeira vez em 1950 em Paris pela Éditions Réclame, uma pequena editora associada ao Partido Comunista Francês (PCF). Cinco anos depois, foi editado e republicado pela editora Présence Africaine (Paris e Dakar). O ensaio é considerado um texto de referência dentro da literatura anticolonial, decolonial e antirracista.
Césaire escreveu seu livro em estilo poético, discutindo os efeitos negativos da colonização nas colônias. Ele escreve em prosa poética como "um método para alcançar a clareza, para obter o conhecimento necessário para avançar". Devido ao seu "tom duro e declarações radicais", o ensaio foi comparado a "uma declaração de guerra" ao colonialismo. Frantz Fanon colocou como epígrafe de seu primeiro livro, Pele Negra, Máscaras Brancas, publicado em 1952, uma citação do Discurso sobre o colonialismo.

## Argumento
O Discurso sobre o colonialismo de Césaire sustenta que o colonialismo não foi e nunca havia sido um movimento benevolente cujo objetivo era melhorar a vida dos colonizados; em vez disso, os motivos dos colonizadores eram completamente egocêntricos, com foco na exploração econômica. De acordo com Césaire, ao estabelecer colônias e depois explorá-las, as potências coloniais europeias criaram dois problemas principais: o problema do proletariado e o problema colonial. Ao descrever o problema colonial criado pela civilização europeia, ele chama a Europa de "indefensável", cujos colonizadores não podem ser mal interpretados como positivos. Césaire discute a relação entre civilização e selvageria e aponta a hipocrisia do colonialismo. Ele afirma que é irônico que os colonizadores esperassem livrar os países que colonizaram dos "selvagens", mas na realidade, ao matar, violar e destruir a terra em que viviam esses "selvagens", eles próprios se tornaram selvagens. Sua interpretação inverte a narrativa comum, para indicar a autonomia que existiu na colonização de terras estrangeiras.
Ele baseia seu argumento na afirmação de que "ninguém coloniza inocentemente, que ninguém coloniza impunemente; que uma nação que coloniza, que uma civilização que justifica a colonização - e, portanto, a força - já é uma civilização doente, uma civilização que é moralmente doente, que, irresistivelmente, progredindo de uma consequência a outra, de uma negação a outra, chama por seu Hitler, quero dizer, por seu castigo". Ele rotula os colonizadores como bárbaros por seu tratamento aos das colônias. Ele define a relação como uma relação limitada a "trabalho forçado, intimidação, pressão, polícia, impostos, roubo, violação, cultivos forçados, desprezo, desconfiança, arrogância, autocomplacência, sujeira, elites sem cérebro, massas degradadas".
Além disso, Césaire também reconhece a construção racial da relação. Identificando a relação colonial como baseada na raça, ele faz comparações entre sua casa na Martinica e as colônias na África. Ao equiparar racismo, barbárie e colonialismo, ele afirma que a colonização é uma forma de desumanização decorrente do racismo da Europa contra as populações negras na África e no Caribe. Ele escreve que Hitler diferia aos olhos dos europeus porque "aplicava à Europa procedimentos colonialistas que até então haviam sido reservados exclusivamente aos árabes da Argélia, aos 'coolies' da Índia e aos 'niggers' da África", o que significa que perseguindo os europeus brancos, Hitler produziu uma violência mais comumente reservada às populações não-brancas, argumentando: “toleraram aquele nazismo antes que lhes fosse infligido, absolveram-no, fecharam-lhe os olhos, legitimaram-no, porque, até então , tinha sido aplicado apenas a povos não europeus".

## Publicação
Foi publicado pela primeira vez em 1950 em Paris pela Éditions Réclame, uma pequena editora associada ao Partido Comunista Francês (PCF). Cinco anos depois, Césaire editou o texto e o republicou com a editora Présence Africaine em Paris e Dakar.

### Edições em português
Em Portugal, a editora Veneta lançou uma nova edição do livro em Lisboa em 1978 traduzida por a militante política moçambicana Noémia de Sousa. No Brasil, a editora Veneta lançou uma nova edição do livro em 2020 ilustrada por Marcelo D'Salete e traduzida por Claudio Willer. A publicação contém 105 notas explicativas de rodapé e uma cronologia da vida, obra e combates de Aimé Césaire intitulada "Retorno a Aimé Césaire: uma cronologia” escrita por Rogério de Campos.

## Recepção
O texto, concebido como um discurso, é um panfleto que demonstra o talento do autor como alguém afetado pela colonização, fazendo com que os colonizadores toquem sua própria melodia, mas que por muito tempo não reconhecem. Assim, a recepção na França foi inicialmente limitada. Com a crescente possibilidade desde a década de 1990 de analisar criticamente sua própria época colonial, o Discurso sobre o colonialismo se tornou pela primeira vez tema de exame no ensino médio francês em 1994, mas foi removido do programa pelo então Ministro da Educação, François Bayrou, que, embora admirasse Césaire, considerou exagerada a comparação do nazismo com o colonialismo, depois que surgiram protestos na Assembleia Nacional.
Na academia, o texto continuou a desempenhar seu efeito em Frantz Fanon, aluno de Césaire na Martinica, em Domenico Losurdo e em 2001 na escritora afro-colombiana residente na França, Rosa Amelia Plumelle-Uribe, que em seu livro La férocité blanche. Des non-Blancs aux non-Aryens: génocides occultés de 1492 à nos jours retoma e segue com mais força a marca do colonialismo no nazismo mencionada uma e outra vez por Césaire.
A socióloga colombiana Mara Viveros Vigoya escreveu que no livro de Césaire são revelados "os primeiros pressupostos epistemológicos do universalismo ocidental e levantou uma das críticas mais devastadoras ao Século das Luzes e suas formas de exclusão e hierarquias. Escrito logo após a Segunda Guerra Mundial, o Discurso sobre o colonialismo é uma das interpelações mais fortes do colonialismo e do racismo como vetores inerentes do capitalismo e da modernidade ocidental e pode até ser considerado um precursor das críticas ao pensamento e às práticas do desenvolvimento internacional".